# Uusikaupunki
Uusikaupunki (en sueco: Nystad) es una ciudad costera del suroeste de Finlandia, en la región de Finlandia Occidental.

## Historia
Uusikaupunki significa ciudad nueva, aunque es una de las ciudades más antiguas del país, concretamente la 10.ª en orden de antigüedad. Fue fundada en 1617 por el rey Gustavo II Adolfo de Suecia. El momento más importante de su historia llegaría un siglo después. Fue el lugar donde se selló el Tratado de Nystad, que puso fin a la Gran Guerra del Norte entre el Imperio sueco y el Imperio ruso, el 30 de agosto de 1721. Este tratado hizo que Suecia cediera a la Rusia Imperial de Pedro I de Rusia los territorios de Estonia, Ingria, Livonia y una buena parte de Carelia, además de la ciudad de Vyborg.

## Geografía
La ciudad está bordeada por el Golfo de Botnia. La costa es muy recortada, con numerosas islas, pero el relieve se acentúa bastante poco. Esta costa pintoresca permite al municipio contar con cerca de 4.000 residencias secundarias.
Las ciudades cercanas son: Pyhäranta al norte, Laitila al este, Vehmaa al sudeste y Taivassalo al sur.

## Galería

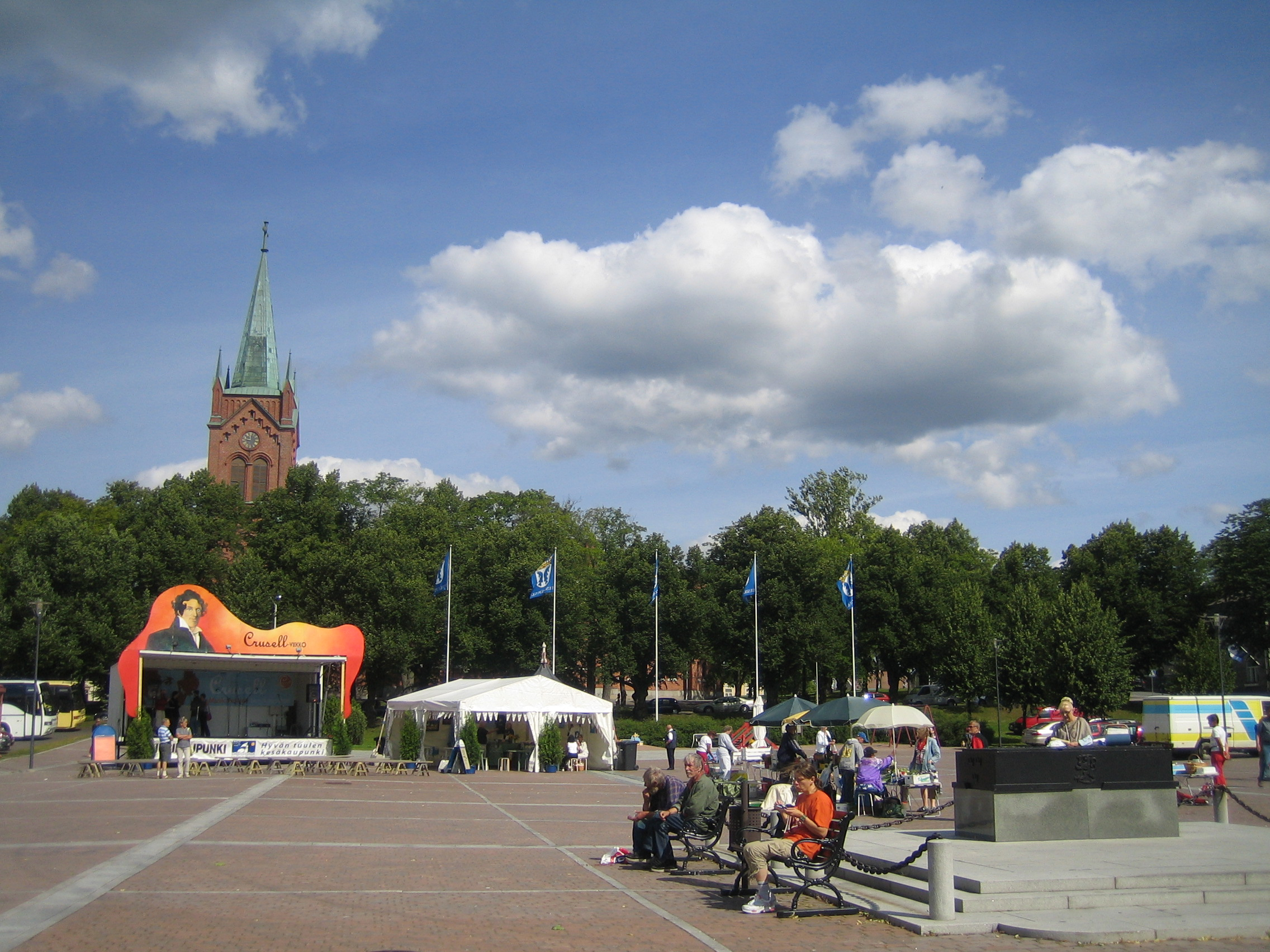
Plaza del mercado de Uusikaupunki

## Ciudades hermanadas
| - Varberg, Suecia - Sandefjord, Noruega - Szentendre, Hungría - Antsla, Estonia - Nóvgorod, Rusia - Haderslev, Dinamarca |